# The Kingdom Interlinear Translation of the Greek Scriptures
The Kingdom Interlinear Translation of the Greek Scriptures (Traducción de las Escrituras Griegas Interlineal del Reino) es una traducción interlineal inglesa del Nuevo Testamento, publicada por la Watchtower Bible and Tract Society of Nueva York, Inc., corporación de los Testigos de Jehová, y traducida por el Comité de Traducción del Nuevo Mundo de la misma organización religiosa. La primera edición fue lanzada en una convención internacional de los Testigos de Jehová en 1969. Al momento de la revisión de 1985, ya habían sido producidas 800,000 copias.

## Contenido
La KIT proporciona la obra The New Testament in the Original Greek de Brooke Foss Westcott y Fenton John Anthony Hort, publicada en 1881, con una traducción literal suministrada por la Watchtower Society debajo de cada palabra griega. Una columna adyacente proporciona el texto de la Traducción de las Santas Escrituras del Nuevo Mundo de la Sociedad Watch Tower.
Las notas marginales se refieren a varios manuscritos bíblicos y traducciones de la Biblia. Varios apéndices proporcionan información sobre el alfabeto griego y las preposiciones del mismo idioma, mapas de Palestina en el primer siglo e información sobre decisiones editoriales relacionadas con el texto de la Traducción del Nuevo Mundo. Una característica de esta traducción es que el nombre Jehová se insertó en las citas de las escrituras hebreas en las que se encuentra el tetragrammaton.
Además de la versión impresa, la KIT también está disponible en varios formatos digitales.

## Recepción
Thomas Winter, un instructor de griego en la Universidad de Nebraska y expresidente de la Iglesia Unitaria de Lincoln, consideró que The Kingdom Interlinear Translation of the Greek Scriptures es una "ayuda muy útil para el dominio del koiné (y del griego clásico)".